# Kőaljaohába
Kőaljaohába (románul Ohaba de Sub Piatră) falu Romániában, Erdélyben, Hunyad megyében.

## Fekvése
A Hátszegi-medencében, a Kudzsiri-havasok lábánál, a Sztrigy folyó mellett fekszik. Keresztülhalad rajta a 202. számú Piski–Petrozsény–Zsilvásárhely–Târgu Cărbunești–Filiași-vasútvonal.

## Népessége
| 2011 | 182 |
| 2021 | 174 |

## Története
A trianoni békeszerződésig Hunyad vármegye Puji járásához tartozott.
A 2002-es népszámláláskor 250 lakosa közül 248 fő (99,2%) román, 1 (0,4%) magyar nemzetiségű, 1 (0,4%) pedig cigány etnikumú volt.

## Nevezetességek
2–3. századi római híd maradványai Csopea és Kőaljaohába között; a romániai műemlékek jegyzékében a HD-II-m-B-03293 sorszámon szerepel.